# Forfexopterus
Forfexopterus (nombre que significa "alas de tijera") es un género extinto de pterosaurio arqueopterodactiloide cuyos restos se encontraron en la Formación Jiufotang en China, que data del Cretácico Inferior. Solo se ha descrito una especie, F. jeholensis.

## Descubrimiento
El espécimen holotipo de Forfexopterus fue descubierto por un granjero local, quien había dañado parcialmente el espécimen mientras intentaba removerlo de la matriz rocosa; el fósil fue posteriormente restaurado. El espécimen, el cual fue catalogado como HM V20, representa a un único individuo, y consiste de un esqueleto casi completo que incluye al cráneo pero le falta buena parte de la columna vertebral. Fue descubierto en rocas que pertenecen a la Formación Jiufotang, que data de hace aproximadamente 120 millones de años (Aptiense), y fue descrito en 2016.
El nombre del género, Forfexopterus se deriva del término en latín forfex ("tijeras") y el griego pterus ("alas"); el nombre de la especie, jeholensis se refiere a la the región de Jehol.

## Descripción
Forfexopterus pudo haber sido grande para haber sido un arqueopterodactiloide. El cráneo es bajo y largado, alcanzando los 510 milímetros de longitud; parece que no tenía crestas en la mandíbula. Forfexopterus es único entre los arqueopterodactiloides por tener la primera falange del dedo del ala más corta que la segunda, pero más larga que la tercera. Adicionalmente, posee una combinación única de características: posee un total aproximado de 120 dientes delgados y largos, los cuales se extienden desde la punta de la mandíbula hasta un tercio de la longitud del cráneo (deteniéndose antes de la fenestra nasoanteorbital); la cresta del esternón, conocida como la "cristoespina", es larga; la localización del punto en el que el coracoides se sujeta al esternón se encuentra más hacia adelante en el lado derecho que en el izquierdo; y el coracoides posee un reborde.
Aunque no se realizó ningún análisis filogenético, los autores determinaron que Forfexopterus era un miembro del grupo Archaeopterodactyloidea, al juzgar por su largo cuarto metacarpiano y el reducido quinto metatarsiano.